# 1984년 칸 영화제
제37회 칸 영화제는 1984년 5월 11일부터 1984년 5월 23일까지 열린 영화제이다. 프랑스 칸에서 개최되었다.

## 수상

### 황금종려상
- 파리 텍사스 - 빔 밴더스 수상

### 심사위원대상
- 내 어린 날의 일기 - 마르타 메자로스 수상

### 감독상
- 시골의 어느 하루 - 베르트랑 타베르니에 수상

### 여우주연상
- 칼의 고백 - 헬렌 미렌 수상

### 남우주연상
- 죄없는 성자들 - 알프레도 란다 수상
- 죄없는 성자들 - 프란시스코 라발 수상

### 국제비평가협회상
- 천국보다 낯선 - 짐 자무쉬 수상

### 주목할 만한 시선
- 여인 잔혹사 물레야 물레야 - 이두용